# Bhairapur, Hukeri
Bhairapur là một làng thuộc tehsil Hukeri, huyện Belgaum, bang Karnataka, Ấn Độ.